# 小行星8474
小行星8474（英語：8474 Rettig）是一颗围绕太阳公转的小行星。1985年4月15日，愛德華·鮑威爾在可可尼诺县发现了此天体。
这颗小行星的绝对星等为141.39097等。